# Fogle Peak
Der Fogle Peak ist ein markanter und 2475 m hoher Berg im ostantarktischen Viktorialand. In der Royal Society Range ragt er am Kopfende des Kamb-Gletschers auf. 
Das Advisory Committee on Antarctic Names benannte ihn 1992 nach Benson Fogle, Programmmanager für die Erforschung der oberen Erdatmosphärenschichten in der Abteilung für Polarprogramme bei der National Science Foundation von 1976 bis 1985.